# Cmentarz Komunalny w Wieliczce
Cmentarz Komunalny w Wieliczce – cmentarz położony w Wieliczce przy ulicy Marszałka Józefa Piłsudskiego, założony w pierwszej połowie XIX wieku.

## Znane osoby pochowane na cmentarzu[1]
- Walenty Adamczyk (1910–2003) – działacz ruchu ludowego, żołnierz Batalionów Chłopskich i Armii Krajowej
- Alfons Długosz (1902–1975) – artysta malarz, fotografik, twórca
- Zygmunt Golian (1824–1885) – ksiądz prałat, kaznodzieja i publicysta
- Józef Lill von Lillenbach (1797–1872) – komisarz górniczy dla Galicji, naczelnik Dyrekcji Górniczej
- Józef Markowski (1860–1920) – rzeźbiarz, samouk, twórca bogatego zestawu rzeźb w soli zdobiącego kaplicę św. Kingi w Kopalni Soli Wieliczka
- Tomasz Markowski (1870–1927) – górnik, rzeźbiarz, samouk, twórca płaskorzeźbionych kompozycji solnych w kaplicy św. Kingi w Kopalni Soli Wieliczka
- Ferdynand Olesiński (1859–1905) – artysta malarz, uczeń Jana Matejki, twórca obrazu olejnego zdobiącego do 1914 roku ołtarz główny w kaplicy św. Kingi
- Mieczysław Skulimowski (1930–1982) – doktor habilitowany medycyny, profesor Akademii Medycznej w Krakowie, założyciel i długoletni dyrektor Sanatorium Alergologicznego w Kopalni Soli Wieliczka
- Franciszek Surówka-Brzegowski (1902–1971) – pedagog, profesor w Liceum Ekonomicznym oraz Niższym Seminarium Duchowym OO. Reformatów, poeta
- Edward Windakiewicz (1826–1876) – starszy radca skarbu i referent krajowy dla spraw salinarnych.
- Jan Wymiatałek (1882–1962) – malarz i kupiec wielicki, autor wielu polichromii we wnętrzach wielu kościołów w okolicach Wieliczki (m.in. w Podstolicach)